# Club Atlético River Plate 1954
Questa voce raccoglie le informazioni riguardanti il Club Atlético River Plate nelle competizioni ufficiali della stagione 1954.

## Stagione
Dopo due titoli consecutivi nei due anni precedenti, si interrompe la striscia di vittorie del River Plate, che comunque si riprenderà l'anno successivo. La formazione di Núñez si classifica terza, dietro ai rivali del Boca Juniors e all'Independiente.

## Maglie e sponsor
| Casa | Trasferta |

## Rosa
| N. |                      | Ruolo | Calciatore          |
| -- | -------------------- | ----- | ------------------- |
|    | Argentina (bandiera) | P     | Amadeo Carrizo      |
|    | Argentina (bandiera) | P     | Augusto Fumero      |
|    | Argentina (bandiera) | D     | Bernardo Guastavino |
|    | Argentina (bandiera) | D     | Oscar Mantegari     |
|    | Argentina (bandiera) | D     | Alfredo Pérez       |
|    | Argentina (bandiera) | D     | Octavio Trillini    |
|    | Argentina (bandiera) | D     | Julio Venini        |
|    | Argentina (bandiera) | C     | Carlos Alberto Díaz |
|    | Argentina (bandiera) | C     | Guillermo Fain      |
|    | Argentina (bandiera) | C     | Pascasio Sola       |

| N. |                      | Ruolo | Calciatore        |
| -- | -------------------- | ----- | ----------------- |
|    | Argentina (bandiera) | C     | Roberto Tesouro   |
|    | Uruguay (bandiera)   | A     | Walter Gómez      |
|    | Argentina (bandiera) | A     | Ángel Labruna     |
|    | Argentina (bandiera) | A     | Félix Loustau     |
|    | Argentina (bandiera) | A     | Norberto Menéndez |
|    | Argentina (bandiera) | A     | Eliseo Prado      |
|    | Argentina (bandiera) | A     | Omar Sívori       |
|    | Argentina (bandiera) | A     | Santiago Vernazza |
|    | Argentina (bandiera) | A     | Roberto Zárate    |

## Statistiche

### Statistiche di squadra
| Competizione | Punti | Totale | Totale | Totale | Totale | Totale | Totale | DR  |
| Competizione | Punti | G      | V      | N      | P      | Gf     | Gs     | DR  |
| ------------ | ----- | ------ | ------ | ------ | ------ | ------ | ------ | --- |
| PD           | 38    | 30     | 16     | 6      | 8      | 56     | 37     | +19 |
| Totale       | -     |        |        |        |        |        |        | -   |